# Sapindus oahuensis
Sapindus oahuensis е вид растение от семейство Sapindaceae. Видът е световно застрашен, със статут Уязвим.

## Разпространение
Разпространен е в САЩ (Хавайски острови).